# Barry Boughner
Barry Michael Boughner (né le 29 janvier 1948 à Delhi dans la province de l'Ontario au Canada) est un joueur puis un entraîneur de hockey sur glace. Il évoluait au poste d'ailier droit.

## Carrière
Il commence sa carrière en jouant pour les Nationals de London, équipe évoluant dans la Ligue de hockey de l'Ontario (LHO). Il y évolue durant trois saisons, de 1965 à 1968. 
Lors de la saison 1968-1969, il signe son premier contrat professionnel et évolue dans la Ligue internationale de hockey (LIH), au sein de l’équipe des Oak Leafs de Des Moines.
En 1969, l’équipe des Reds de Providence évoluant dans la Ligue américaine de hockey (LAH) lui offre un contrat et il dispute deux saisons pour eux. C’est le club ferme des Seals d’Oakland, puis des Golden Seals de la Californie, il a ainsi la chance de pouvoir disputer vingt matchs dans la Ligue nationale de hockey (LNH).
Lors de la saison 1971-1972, il retourne dans l’équipe des Oak Leafs de Des Moines.
En 1972-1973, il retente sa chance en LAH, au sein de l’équipe des Nighthawks de New Haven. Malgré ses vingt-six points en soixante-trois matchs, l’équipe ne le garde pas et il dispute la saison 1973-1974 avec les Six-Guns d'Albuquerque dans la Ligue centrale de hockey.
Avant le début de la saison 1974-1975, il met un terme à sa carrière professionnelle, mais continue de jouer au niveau amateur au sein des Foresters de Brantford dans la ligue de hockey senior de l’Ontario. En butte à des ennuis de santé, il met fin à sa carrière de joueur et devient entraîneur.  Il dirige les Royals de Woodstock, évoluant dans la même ligue pour le reste de la saison.
En 1978-1979, il entraîne les Diamonds de London, une équipe évoluant dans la ligue de hockey junior de l’ouest B. Mais les résultats n'étant pas à la hauteur des attentes des dirigeants, il est remercié en cours de saison.
Il retrouve un emploi pour la saison 1979-1980, pour l’équipe des Flyers de Niagara Falls dans la LHO, mais une fois de plus, il ne parvient pas à obtenir de bons résultats et est renvoyé en cours de saison. Il décide à ce moment-là de mettre un terme à sa carrière d’entraîneur.

## Statistiques
| Saison     | Équipe                        | Ligue      |    | Saison régulière | Saison régulière | Saison régulière | Saison régulière | Saison régulière |   | Séries éliminatoires | Séries éliminatoires | Séries éliminatoires | Séries éliminatoires | Séries éliminatoires |
| Saison     | Équipe                        | Ligue      | PJ | B                | A                | Pts              | Pun              | PJ               | B | A                    | Pts                  | Pun                  |                      |                      |
| 1965-1966  | Nationals de London           | LHO        | -- | --               | --               | --               | --               |                  |   |                      |                      |                      |                      |                      |
| 1966-1967  | Nationals de London           | LHO        | 42 | 1                | 7                | 8                | 11               | 6                | 1 | 2                    | 3                    | 6                    |                      |                      |
| 1967-1968  | Nationals de London           | LHO        | 52 | 15               | 19               | 34               | 43               | 5                | 2 | 1                    | 3                    | 0                    |                      |                      |
| 1968-1969  | Oak Leafs de Des Moines       | LIH        | 58 | 1 9              | 13               | 32               | 34               |                  |   |                      |                      |                      |                      |                      |
| 1969-1970  | Reds de Providence            | LAH        | 71 | 9                | 13               | 22               | 16               |                  |   |                      |                      |                      |                      |                      |
| 1969-1970  | Seals d’Oakland               | LNH        | 4  | 0                | 0                | 0                | 2                |                  |   |                      |                      |                      |                      |                      |
| 1970-1971  | Reds de Providence            | LAH        | 21 | 1                | 0                | 1                | 4                |                  |   |                      |                      |                      |                      |                      |
| 1970-1971  | Golden Seals de la Californie | LNH        | 16 | 0                | 0                | 0                | 9                |                  |   |                      |                      |                      |                      |                      |
| 1971-1972  | Oak Leafs de Des Moines       | LIH        | 65 | 14               | 19               | 33               | 83               | 3                | 1 | 1                    | 2                    | 2                    |                      |                      |
| 1972-1973  | Nighthawks de New Haven       | LAH        | 63 | 9                | 17               | 26               | 14               |                  |   |                      |                      |                      |                      |                      |
| 1973-1974  | Six-Guns d'Albuquerque        | LCH        | 62 | 11               | 14               | 25               | 19               |                  |   |                      |                      |                      |                      |                      |
| 1974-1975  | Foresters de Brantford        | LHOSr      | 12 | 3                | 4                | 7                | 15               |                  |   |                      |                      |                      |                      |                      |
| Totaux LNH | Totaux LNH                    | Totaux LNH | 20 | 0                | 0                | 0                | 11               |                  |   |                      |                      |                      |                      |                      |

| Saison    | Équipe              | Ligue  |    | PJ | V  | D | N             |  | Séries éliminatoires |
| 1974-1975 | Royals de Woodstock | LHCSnA | 36 | 3  | 33 | 0 | Non qualifiés |  |                      |